# Zafiro (color)

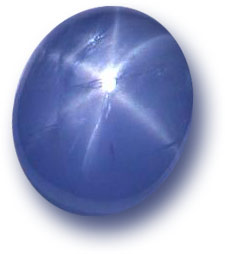
Zafiro estrella cortado en cabujón

Zafiro o azul zafiro es un color que se basa en el aspecto de la variedad de corindón noble llamado zafiro, que contiene óxidos de hierro y de titanio.
El color zafiro estándar es azul purpúreo y suele aparecer normalizado en inventarios cromáticos, sirviendo de referencia general para el color zafiro. El color zafiro inespecífico, en tanto, es azul y se basa —sin guardar especial fidelidad al modelo— en el aspecto de las variedades de zafiro de color azul moderado.
La denominación de color «zafiro» incluye también a las coloraciones similares al color estándar, denominadas zafíreas.
El color zafiro está comprendido en los acervos iconolingüísticos de las culturas árabe y europea.
|            | Zafiro (estándar)  | Zafiro (inespecífico) |
| HTML       | #7573A6            | #6576B4               |
| CMYK       | (55, 50, 0, 0)     | (65, 52, 0, 0)        |
| RGB        | (117, 115, 166)    | (101, 118, 180)       |
| HSV        | (242°, 31 %, 65 %) | (227°, 44 %, 71 %)    |
| Referencia | [ 1 ]              | [ 1 ]                 |

Zafiro es  también el nombre de una familia de colores que son específicos de determinadas variedades de esta gema, como el «azul zafiro pálido» y el «púrpura zafiro».

## Galería

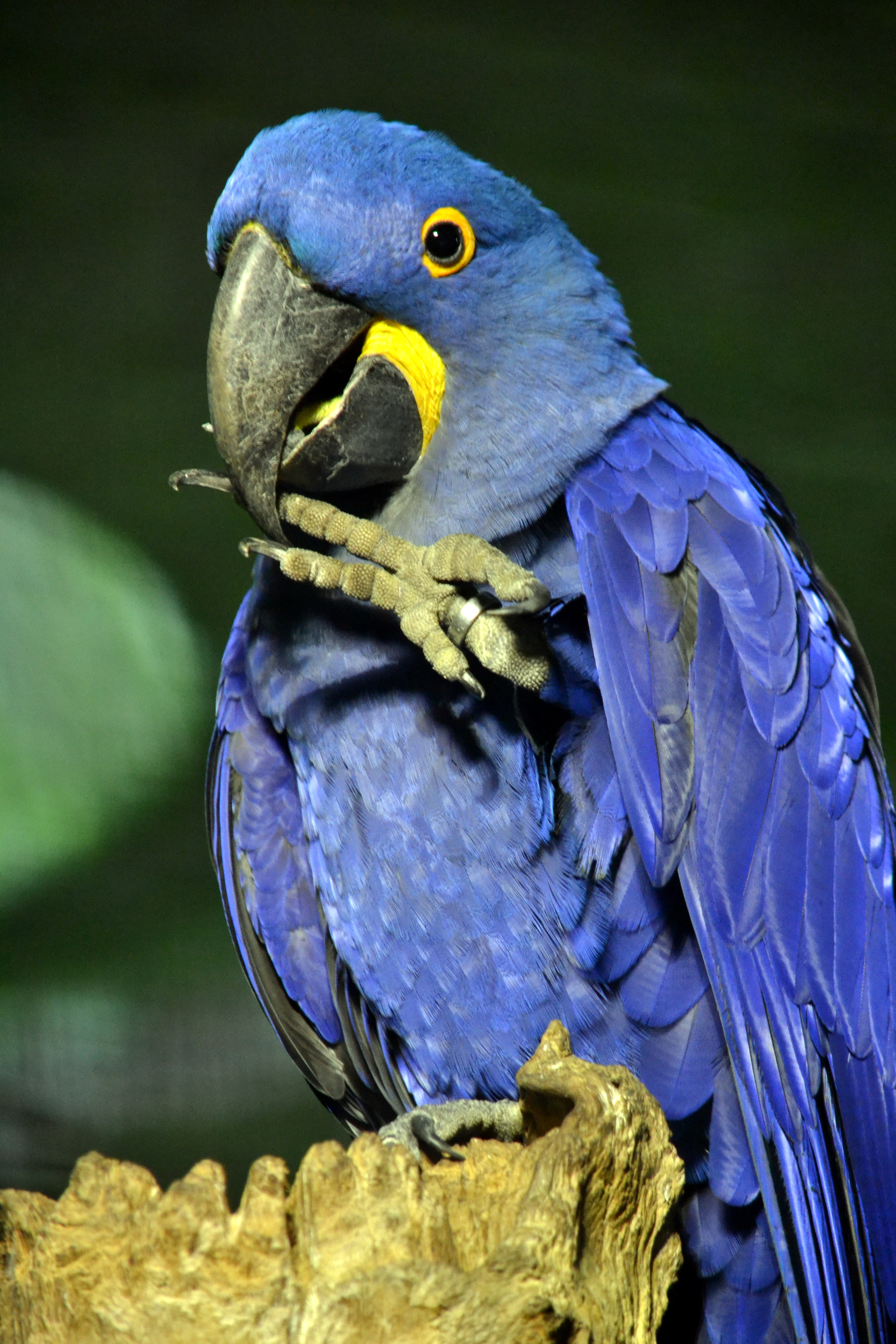
Guacamayo jacinto
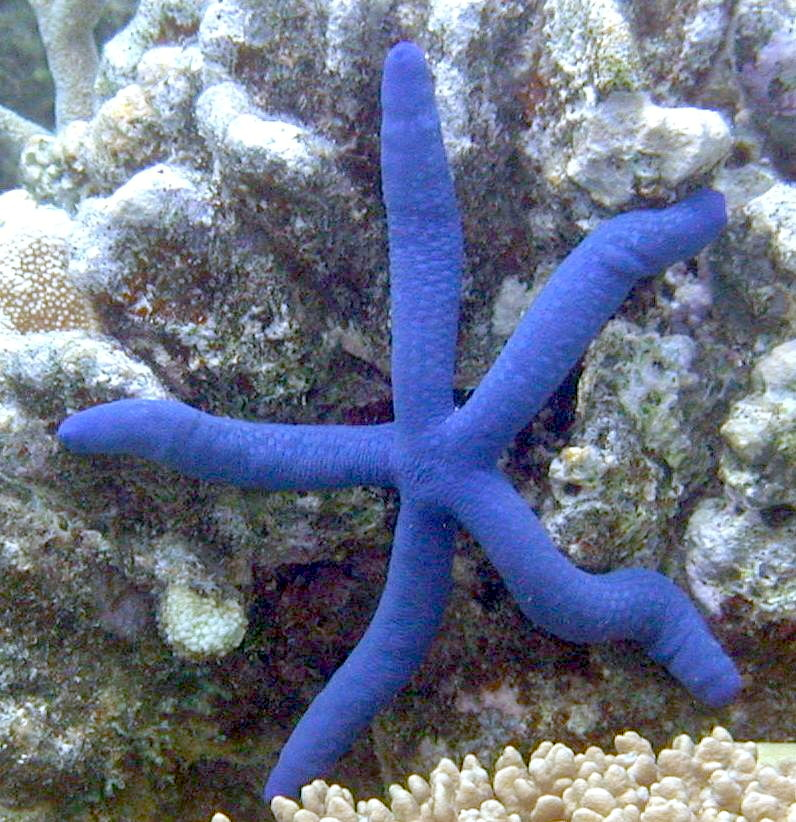
Estrella de mar
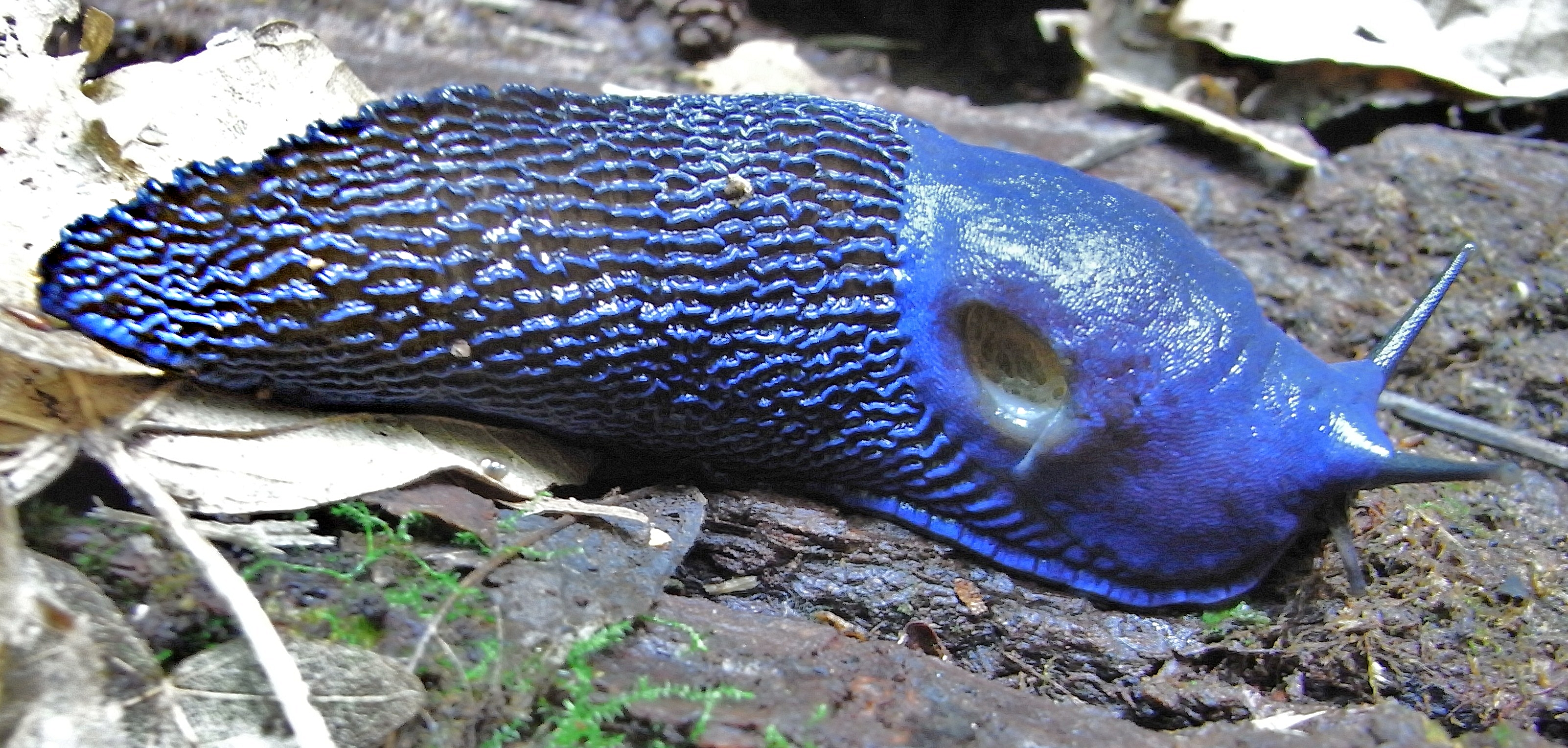
Babosa azul